# Coconuts
Coconuts è un singolo della cantante tedesca Kim Petras pubblicato il 3 dicembre 2021 come secondo estratto dal terzo album in studio.

## Antefatti
Il brano, inizialmente previsto per la pubblicazione a gennaio 2022, è stato pubblicato con anticipo in seguito al forte riscontro mediatico sulla piattaforma TikTok.

## Tracce
Testi di Aaron Jennings, Cedric De Saint Rome, Kim Petras, Rocco Valdes, Ryan Ogren, Vaughn Oliver, Lukas Gottwald, musiche di Lukas Gottwald, Aaron Jennings.
1. Coconuts – 2:49